# Susi Buchwieser
Susi Buchwieser – niemiecka kolarka górska, złota medalistka mistrzostw Europy.

## Kariera
Największy sukces w karierze Susi Buchwieser osiągnęła w 1992 roku, kiedy zdobyła złoty medal w downhillu podczas mistrzostw Europy w Mölbrücke w 1992 roku. W zawodach tych bezpośrednio wyprzedziła Włoszkę Giovannę Bonazzi oraz Francuzkę Sophie Kempf. Był to jedyny medal wywalczony przez Buchwieser na międzynarodowej imprezie tej rangi. Na mistrzostwach świata w Durango w 1990 roku zajęła czwarte miejsce w cross-country, przegrywając walkę o medal z Amerykanką Ruthie Matthes. Niemka trzykrotnie stawała na podium zawodów Pucharu Świata, w tym odnosząc jedno zwycięstwo - 4 maja 1992 roku w brytyjskim Strathpeffer była najlepsza w cross-country. Nigdy nie wystąpiła na igrzyskach olimpijskich. 